# This Is Noise
This Is Noise — перший мініальбом американського пост-хардкор-гурту Rise Against, який вийшов 3 липня 2007 року.

## Треклист
1. Boy's No Good - 1:19
2. Fix Me - 0:55
3. Obstructed View - 2:04
4. But Tonight We Dance - 2:47
5. Nervous Breakdown - 2:07